# Салихов, Муслим Магомедович
Мусли́м Магоме́дович Са́лихов (кум. Салигьланы Муслим Мугьамматны уланы; род. 9 июня 1984 года, Буйнакск, Дагестанская АССР, СССР) — российский боец смешанных единоборств, мастер спорта международного класса по ушу-саньда. Самый титулованный спортсмен в истории этого вида единоборств, единственный не гражданин Китая, удостоенный звания «Король кунфу». Известен также под прозвищами «Король кунфу» и «Король саньда». Начиная с 2017 года выступает в полусредней весовой категории UFC.

## Биография
По национальности — кумык. Боевой путь начал в 1995 году, когда в одиннадцатилетнем возрасте пришёл в школу боевых искусств «Пять сторон света», где стал заниматься ушу-саньда под руководством заслуженного тренера России Гусейна Магомаева. Впоследствии стал одним из самых узнаваемых учеников школы, добившись уникальных успехов на международной арене.
По боям в профессиональных смешанных единоборствах представляет клуб Fighting Eagle («Боевой Орёл») из Хасавюрта.
Свой дебют в ММА (в формате К-1) Салихов провёл в 2011 году в Пекине, где одержал победу нокаутом в первом раунде.
В декабре 2012 года выступил на турнире KFC в Бейруте, где изначально должен был встретиться с бойцом из Канады. Однако в последний момент соперника заменил американский грэпплер Крис Хокум, который оказался более опытным в борьбе и одержал победу, проведя удушающий приём в партере.
В январе 2013 года Салихов подписал контракт с российской промоутерской организацией M-1 Global и начал регулярные выступления в её турнирах.
В октябре 2013 года завоевал золотую медаль на Всемирных играх боевых искусств, подтвердив статус одного из сильнейших бойцов в мире в своей дисциплине.
В ноябре 2014 года на турнире M-1 Challenge 53, проходившем в Пекине, Салихов выступил в полусреднем весе (до 77,1 кг) и одержал эффектную победу, нокаутировав бразильского бойца Виктора Скотески в первом раунде.

### Ultimate Fighting Championship
19 октября 2017 года Муслим Салихов подписал контракт с крупнейшей мировой организацией по смешанным единоборствам — Ultimate Fighting Championship. 
Дебютировал 25 ноября 2017 года на турнире UFC Fight Night: Биспинг vs. Гастелум в Шанхае, где проиграл удушающим приёмом доминиканцу Алексу Гарсии во втором раунде.
Первую победу в UFC одержал 14 апреля 2018 года, нокаутировав во втором раунде американца Рики Рэйни. Впоследствии Салихов выдал серию побед, в том числе нокаутировал француза Нордина Талеба на турнире UFC 242 в Абу-Даби, за что получил бонус за «Выступление вечера».
Спустя месяц 26 октября 2019 года победил аргентинца Лауреано Старополи единогласным решением судей. 12 июля 2020 года на UFC 251 одолел бразильца Элизеу Залески дус Сантуса раздельным решением, а 5 июня 2021 года — ветерана Франсиску Триналду также решением судей.
16 июля 2022 года потерпел поражение техническим нокаутом от китайского бойца Ли Цзинляна. В ноябре того же года вернулся на победную тропу, нокаутировав португальца Андре Фиальо в третьем раунде. 17 июня 2023 года уступил единогласным решением датчанину Николасу Далби. 4 февраля 2024 года был нокаутирован ямайцем Рэнди Брауном чуть больше чем за три минуты.
Позднее в 2024 году Муслим провёл еще два поединка, оба завершив победами: раздельным решением судей над аргентинцем Сантьяго Понциниббио и эффектным нокаутом вертушкой против китайца Суна Кинана. Осенью 2024 года продлил контракт с UFC на четыре поединка.
26 июля 2025 года на турнире UFC on ABC: Уиттакер vs. де Риддер в Абу-Даби Салихов нокаутировал бразильца Карлоса Леала на 42-й секунде первого раунда, продлив победную серию до трёх боёв. Салихов вышел на серию из трех побед после сорока лет всего лишь четвертым в UFC: после Андрея Орловского, Гловера Тейшейры и Франсиску Триналду.

## Личная жизнь
Муслим Салихов проживает в Буйнакске, где периодически проводит тренировки с юными спортсменами из местных спортивных школ. Состоит в браке, воспитывает сына и дочь. В интервью редко делится подробностями личной жизни. Активен в социальных сетях, где публикует фотографии с тренировок и выступлений в октагоне.
Салихов получил широкую популярность в Китае благодаря своим успехам в ушу-саньда. По его словам, в период выступлений в Поднебесной местные жители проявляли к нему исключительное уважение: таксисты отказывались брать оплату за проезд, а на рынках ему бесплатно предлагали фрукты и овощи.

В китайском интернете распространился слух о предполагаемой связи Салихова с Президентом России Владимиром Путиным, что стало поводом для домыслов о его службе в качестве личного охранника главы государства. Поводом для появления подобных слухов, по словам самого спортсмена, послужила его служба в Росгвардии. В интервью он вспоминал:
«Меня спросили: “А вас Путин отправил отомстить за другого охранника?” На тот момент я вообще не понял, в чем дело. С тех пор меня всегда представляли в Китае “Путин баобьяо” — то есть “телохранитель Путина”. Я вначале отказывался от этого прозвища, но они упорно продолжают так говорить, так что я уже просто смирился».

## Титулы и достижения

### Ultimate Fighting Championship
- Бонус за «Выступление вечера» (четыре раза): против Нордина Талеба, Андре Фиальо, Суна Кинана и Карлоса Леала.

## Статистика в профессиональном ММА
| Боёв 27  | Побед 22 | Поражений 5 |
| -------- | -------- | ----------- |
| Нокаутом | 15       | 2           |
| Сдачей   | 2        | 2           |
| Решением | 5        | 1           |

| Результат | Рекорд | Соперник                  | Способ                                                     | Турнир                                                     | Дата            | Раунд | Время | Место                   | Примечание               |
| --------- | ------ | ------------------------- | ---------------------------------------------------------- | ---------------------------------------------------------- | --------------- | ----- | ----- | ----------------------- | ------------------------ |
| Победа    | 22-5   | Карлос Леал               | Нокаут (правый хук навстречу)                              | UFC on ABC: Уиттакер vs. де Риддер                         | 26 июля 2025    | 1     | 0:42  | Абу-Даби, ОАЭ           | «Выступление вечера» (4) |
| Победа    | 21-5   | Сун Кинан                 | Нокаут (удар ногой с разворота)                            | UFC Fight Night: Ян vs. Фигейреду                          | 23 ноября 2024  | 1     | 3:49  | Макао, САР, Китай       | «Выступление вечера» (3) |
| Победа    | 20-5   | Сантьяго Понциниббио      | Раздельное решение                                         | UFC on ESPN: Намаюнас vs. Кортес                           | 13 июля 2024    | 3     | 5:00  | Денвер, Колорадо, США   |                          |
| Поражение | 19-5   | Рэнди Браун               | Нокаут (удар)                                              | UFC Fight Night: Долидзе vs. Имавов                        | 4 февраля 2024  | 1     | 3:17  | Лас-Вегас, Невада, США  |                          |
| Поражение | 19-4   | Николас Далби             | Единогласное решение                                       | UFC on ESPN: Веттори vs. Каннонир                          | 17 июня 2023    | 3     | 5:00  | Лас-Вегас, Невада, США  |                          |
| Победа    | 19–3   | Андре Фиальо              | Технический нокаут (удар ногой с разворота и удары руками) | UFC Fight Night: Нзечукву vs. Куцелаба                     | 19 ноября 2022  | 3     | 1:03  | Лас-Вегас, Невада, США  | «Выступление вечера» (2) |
| Поражение | 18-3   | Ли Цзинлян                | Технический нокаут (удары)                                 | UFC Fight Night: Ортега vs. Родригес                       | 16 июля 2022    | 2     | 4:38  | Элмонт, Нью-Йорк, США   |                          |
| Победа    | 18-2   | Франсиску Триналду        | Единогласное решение                                       | UFC Fight Night: Розенстрайк vs. Сакаи                     | 5 июня 2021     | 3     | 5:00  | Лас-Вегас, Невада, США  |                          |
| Победа    | 17-2   | Элизеу Залески дус Сантус | Раздельное решение                                         | UFC 251                                                    | 12 июля 2020    | 3     | 5:00  | Абу-Даби, ОАЭ           |                          |
| Победа    | 16-2   | Лауреано Старополи        | Единогласное решение                                       | UFC Fight Night: Майя vs. Аскрен                           | 26 октября 2019 | 3     | 5:00  | Калланг, Сингапур       |                          |
| Победа    | 15-2   | Нордин Талеб              | Нокаут (удар рукой)                                        | UFC 242                                                    | 7 сентября 2019 | 1     | 4:26  | Абу-Даби, ОАЭ           | «Выступление вечера» (1) |
| Победа    | 14-2   | Рики Рэйни                | Нокаут (удары)                                             | UFC on Fox 29 Poirier vs. Gaethje                          | 14 апреля 2018  | 2     | 4:12  | Глендейл, Аризона, США  |                          |
| Поражение | 13-2   | Алекс Гарсия              | Сдача (удушающий приём сзади)                              | UFC Fight Night 122                                        | 25 ноября 2017  | 2     | 3:22  | Шанхай, Китай           | Дебют в UFC              |
| Победа    | 13-1   | Мелвин Гиллард            | Нокаут (удар ногой с разворота)                            | Kunlun Fight MMA 12                                        | 1 июня 2017     | 1     | 1:33  | Яньтай, Китай           | Гиллард не сделал вес    |
| Победа    | 12-1   | Эви Йоаннес Акунду        | Сдача (удушение ручным треугольником)                      | International Pro Fighting Championship — YunFeng Showdown | 25 мая 2017     | 1     | 3:23  | Лайчжоу, Китай          |                          |
| Победа    | 11-1   | Иван Жоржи                | Нокаут (удар ногой с разворота)                            | Kunlun Fight: Cage Fight Series 6                          | 21 октября 2016 | 1     | 1:04  | Иу, Китай               |                          |
| Победа    | 10-1   | Жанг Джанг                | Сдача (удушение ручным треугольником)                      | Superstar Fight 3                                          | 21 мая 2016     | 1     | N/A   | Харбин, Китай           |                          |
| Победа    | 9-1    | Артем Шокало              | Нокаут (удар ногой с разворота по корпусу)                 | Cage Fighting: Dagestan                                    | 2 апреля 2016   | 1     | 2:31  | Махачкала, Россия       |                          |
| Победа    | 8-1    | Курбанжанг Колюсубаке     | Технический нокаут (удар ногой с разворота и добивание)    | Bullets Fly Fighting Championship 3                        | 16 января 2016  | 1     | 0:18  | Хэбей, Китай            |                          |
| Победа    | 7-1    | Такаси Ямасита            | Технический нокаут (удары)                                 | W.I.N. Fighting Championship                               | 18 июля 2015    | 1     | N/A   | Гуандун, Китай          |                          |
| Победа    | 6-1    | Гале Куинг                | Нокаут (удары)                                             | CKF World Federation: Zhong Wu Ultimate Fighting           | 18 апреля 2015  | 1     | 3:50  | Пекин, Китай            |                          |
| Победа    | 5-1    | Виктор Скотески           | Технический нокаут (удар)                                  | M-1 Challenge 53: Battle in the Celestial Empire           | 25 ноября 2014  | 1     | 3:05  | Пекин, Китай            |                          |
| Победа    | 4-1    | Филип Котарлик            | Нокаут (удар)                                              | M-1 Global: M-1 Challenge 44                               | 30 ноября 2013  | 1     | 3:05  | Тула, Россия            |                          |
| Победа    | 3-1    | Деян Топальский           | Единогласное решение                                       | M-1 Challenge 38: Spring Battle                            | 9 апреля 2013   | 3     | 5:00  | Санкт-Петербург, Россия |                          |
| Поражение | 2-1    | Крис Хокум                | Сдача (удушающий приём сзади)                              | Beirut Elite Fighting Championship: First Blood            | 15 декабря 2012 | 1     | 1:40  | Бейрут, Ливан           |                          |
| Победа    | 2-0    | Сакда Данкао              | Нокаут (удар)                                              | Top of the Forbidden City 4                                | 19 августа 2011 | 1     | 6:56  | Пекин, Китай            |                          |
| Победа    | 1-0    | Ван Хонтао                | Технический нокаут (травма руки)                           | Top of the Forbidden City 2                                | 22 июля 2011    | 1     | 0:51  | Пекин, Китай            |                          |